# Dead by Sunrise
Dead by Sunrise (anciennement connu sous le nom de Snow White Tan) est le projet solo de Chester Bennington, le chanteur principal du groupe Linkin Park. Créé en 2005 lors de la pause de Linkin Park, ses musiciens sont les membres du groupe electronic-rock Julien-K et Orgy. Ryan Shuck s'est exprimé à ce sujet, disant que lorsque Amir et lui-même écrivent, il s'agit du groupe Julien-K; lorsque Chester écrit, le groupe devient Dead by Sunrise.
Leur premier album Out of Ashes est sorti le 13 octobre 2009. S'ensuit 2 clips tirés de cet album, "Crawl Back In" ainsi que "Let Down".

## Possible second album
Chester a déclaré en 2009 lors d'une interview avec Billboard vouloir sortir un album de Dead by Sunrise tous les 5 ans environ, mais il a déclaré en 2010 qu'il serait très difficile d'envisager un second album, en partie à cause de la nouvelle orientation de Linkin Park, et leur souhait d'enregistrer plus d'albums avec celui-ci (un album tous les 18 mois). En novembre 2012, Ryan Shuck a précisé lors d'une interview qu'un deuxième album était en préparation, mais depuis, l'information n'a pas encore été confirmée ni par la maison de disque, ni par Chester Bennington.
Depuis le décès du fondateur du groupe en 2017, aucune information en ce sens n'a été officiellement communiquée.

## Membres du groupe

### Membres actuels
- Ryan Shuck : guitare & chœurs
- Amir Derakh : guitare & synthétiseur
- Brandon Belsky : basse
- Frank Zummo : batterie
- Fu Valcic : DJ & clavier

### Anciens membres
- Elias Andra : batterie
- Chester Bennington : chanteur & guitare

### Concert
Dead by Sunrise a donné son premier concert lors du 13e anniversaire du Club Tatoo le 10 mai 2008. Morning After, My Suffering et Walking in Circles, qui figureront sur l'album, ont été jouées. La chanson Let Down avait déjà été jouée en live bien avant cela.
Le 4 juillet 2009, un concert acoustique a été joué à Las Vegas. Les chansons Morning After, Let Down, Walking in Circles, In The Darkness et Crawl Back In ont été jouées.
Le 30 juillet 2009 à Stuttgart (Allemagne), Dead by Sunrise a joué son premier "vrai" concert, lors de la pause du concert de Linkin Park. Les chansons Fire, Crawl Back In et My Suffering ont été interprétées. Chester, à l'issue de Fire, a dit : « We are Dead By Sunrise, and this is the first show we've ever fucking played... hope you like it » littéralement: « Nous sommes les Dead By Sunrise, et c'est le premier concert que nous ayons jamais joué... J’espère que vous appréciez. »
Le 1er août 2009 au festival Sonisphere en Angleterre, le groupe s'est une nouvelle fois illustré lors de la pause de Linkin Park, les chansons ayant été interprétées étaient les mêmes qu'à Stuttgart.
Concerts passés :

 07.10.2009 Hamburg, Germany 
 10.10.2009 Gelsenkirchen, Germany 
 13.10.2009 New York City, NY 
 14.10.2009 New York City, NY 
 19.10.2009 West Hollywood, CA 
 21.11.2009 Paris, France (lors du Tony Hawk Show, Grand Palais)

20.02.2010 Belgique, Bruxelles
23.02.2010 Switzerland, Zurich

## Clips
Chester Bennington avait déclaré qu'il y aurait trois clips de Dead by Sunrise, mais seulement deux ont d'ores et déjà été dévoilés, il s'agit de Crawl Back In et Let Down. Il n'y aura probablement pas de troisième clip, qui devait être Fire.

### Albums
| Année           | Albums                                                         | Meilleur Position/ Nombre de semaines dans les charts/Certifications | Meilleur Position/ Nombre de semaines dans les charts/Certifications | Meilleur Position/ Nombre de semaines dans les charts/Certifications | Meilleur Position/ Nombre de semaines dans les charts/Certifications | Meilleur Position/ Nombre de semaines dans les charts/Certifications | Meilleur Position/ Nombre de semaines dans les charts/Certifications | Meilleur Position/ Nombre de semaines dans les charts/Certifications | Meilleur Position/ Nombre de semaines dans les charts/Certifications | Chiffres des Ventes                  |
| Année           | Albums                                                         | Drapeau des États-Unis                                               | Drapeau du Canada                                                    | Drapeau de l'Australie                                               | Drapeau du Royaume-Uni                                               | Drapeau de la France                                                 | Drapeau de la Belgique                                               | Drapeau de la Suisse                                                 | Drapeau de l'Allemagne                                               | Chiffres des Ventes                  |
| --------------- | -------------------------------------------------------------- | -------------------------------------------------------------------- | -------------------------------------------------------------------- | -------------------------------------------------------------------- | -------------------------------------------------------------------- | -------------------------------------------------------------------- | -------------------------------------------------------------------- | -------------------------------------------------------------------- | -------------------------------------------------------------------- | ------------------------------------ |
| 13 octobre 2009 | Out of Ashes - 1er single: Crawl Back In - 2e single: Let Down | 29 — 2 — -                                                           | 43 — 2 — -                                                           | - — - — -                                                            | 74 — 1 — -                                                           | 110 — 2 — -                                                          | - — - — -                                                            | 18 — 3 — -                                                           | 5 — 2 — -                                                            | : pas encore d'informations notables |

### Singles
| Année           | Chanson       | Meilleur Position/ Nombre de semaines dans les charts/Certifications | Meilleur Position/ Nombre de semaines dans les charts/Certifications | Meilleur Position/ Nombre de semaines dans les charts/Certifications | Meilleur Position/ Nombre de semaines dans les charts/Certifications | Meilleur Position/ Nombre de semaines dans les charts/Certifications | Meilleur Position/ Nombre de semaines dans les charts/Certifications | Meilleur Position/ Nombre de semaines dans les charts/Certifications | Meilleur Position/ Nombre de semaines dans les charts/Certifications |
| Année           | Chanson       | Hot 100                                                              | Canadian Hot 100*                                                    | ARIA Top 50                                                          | Uk singles Top 100                                                   | SNEP Top 100                                                         | Ultratop 40                                                          | Swiss Charts Top 100                                                 | Radio Charts Top 100                                                 |
| --------------- | ------------- | -------------------------------------------------------------------- | -------------------------------------------------------------------- | -------------------------------------------------------------------- | -------------------------------------------------------------------- | -------------------------------------------------------------------- | -------------------------------------------------------------------- | -------------------------------------------------------------------- | -------------------------------------------------------------------- |
| 4 novembre 2009 | Crawl Back In | -                                                                    | -                                                                    | -                                                                    | -                                                                    | -                                                                    | -                                                                    | -                                                                    | 48 / 6                                                               |
| 25 juillet 2009 | Let Down      | -                                                                    | -                                                                    | -                                                                    | -                                                                    | -                                                                    | -                                                                    | -                                                                    | -                                                                    |